# Journaliste en danger
Journaliste en danger (Nhà báo bị nguy hiểm, viết tắt làJED) là một tổ chức phi lợi nhuận, độc lập, được thành lập ngày 20.11.1998 tại thành phố Kinshasa, Cộng hòa Dân chủ Congo, do sáng kiến của một nhóm nhà báo người Congo, để bảo vệ và thúc đẩy quyền tự do báo chí ở Cộng hòa Dân chủ Congo.
Tổ chức Journaliste en danger được thành lập do nỗi lo lắng là tự do báo chí đã bị xâm phạm và rằng các nhà báo đã trở thành nạn nhân của nền tư pháp không công bằng. Journaliste en danger không phải là một hiệp hội chỉ dành riêng cho các nhà báo, nhưng là một cơ cấu hoàn toàn độc lập và mở rộng cho tất cả những ai muốn bảo vệ và thúc đẩy quyền thông tin và được thông tin tự do mà không có bất kỳ hạn chế nào.
Từ tháng 5 năm 2003, "Journaliste en danger" đã có mặt trong 8 nước Trung Phi khác: Burundi, Cameroon, Cộng hòa Congo, Gabon, Guinea Xích Đạo, Cộng hòa Trung Phi, Rwanda và Tchad.
"Journaliste en danger" là thành viên của mạng International Freedom of Expression Exchange (Quốc tế Tự do Trao đổi Ngôn luận), một mạng lưới toàn cầu gồm các tổ chức phi chính phủ giám sát theo dõi tự do ngôn luận trên khắp thế giới và bảo vệ các nhà báo, nhà văn, người sử dụng internet cùng những người khác bị truy hại vì sử dụng quyền tự do ngôn luận của mình.
Năm 2005, "Journaliste en danger" đã được trao Huy chương Hermann Kesten